# It’s Been a Long, Long Time
«It’s Been a Long, Long Time» — песня эпохи биг-бендов на музыку Джула Стайна и слова Сэмми Кана, ставшая хитом в конце Второй мировой войны.

## Основная информация
Лирика написана с точки зрения человека, встречающего своего супруга в конце войны.

## Популярные записи
Самая популярная запись трубача Гарри Джеймса и его оркестра с вокалисткой Китти Каллен дебютировала в октябре 1945 года в чарте Billboard Best Selling Popular Retail Records и заняла первое место в чарте от 24 ноября 1945 года из девяти первых номеров Гарри Джеймса в США. На пластинке присутствует соло альт-саксофониста Уилли Смита .
Популярная версия культового певца Бинга Кросби с Лесом Полом и его трио (записана 12 июля 1945 года) дебютировала на той же неделе, что и пластинка Джеймса, которую она заменила на первом месте в чарте от 8 декабря 1945 года. "Chickery Chick" Сэмми Кея затем вернулся на первое место, но был заменен записью Гарри Джеймса, которая вернула себе первое место (последнюю неделю) в чарте от 22 декабря. Хиты Джеймса и Кросби оставались в чарте 17 и 16 недель соответственно. Обе версии заняли первое место в чарте Billboard Records Most-Played on the Air и в чарте Most-Played Juke Box Records.
Две другие записи «It's Been a Long, Long Time» попали в американские чарты в конце 1945 года: «Чарли Спивак и его оркестр» с вокалом Ирэн Дэй (№ 4 в США) и «Стэн Кентон и его оркестр» с вокалом Джун Кристи (США № 6).
«It's Been a Long, Long Time» возглавлял сводной список хитов Billboard за последние семь недель 1945 года.
Лес Пол вспоминал в интервью журналу Mojo, что «Бинг был просто помешан на гитаре, и эта конкретная песня была примером того, что не нужно играть много нот, нужно просто играть правильные ноты».
Песня стала стандартом, ее версии записали сёстры ДеМарко (1945), Джун Хейвер и Дэном Дейли (1950), Перри Комо (1956), Элом Хибблером (1956), Пегги Ли (1959), Кили Смит (1959). ), Луи Армстронг (1964) и Том Джонс (1966). В 1945 году Фрэнк Синатра спел версию на радиошоу Your Hit Parade, и эта запись появилась на многих сборниках. Гарри Джеймс и его оркестр перезаписали песню с певицей Хелен Форрест .

## Другие известные записи
Другие, кто записал его, включают Дорис Дэй (на ее альбоме 1965 года Doris Day's Sentimental Journey), Гай Митчелл, Сэмми Кан, Шелли Фабарес (на ее альбоме 1962 года Shelley!), Сэмми Кэй, The Ink Spots, Pentatonix, Тина Луиза, Джимми Роселли, Брук Бентон, Джуди Кун, Розмари Клуни, Чет Аткинс с Лесом Полом (на их альбоме 1976 года Chester and Lester), Брент Спайнер (на его альбоме 1991 года Ol' Yellow Eyes Is Back ) и Pete Fountain (на его альбоме 1966 года A Taste of Honey).

## Использование в поп-культуре
- Запись Гарри Джеймса (вокал Китти Каллен) звучит в двух фильмах медиафраншизы «Кинематографическая вселенная Marvel», в частности, как трагически-ироничная музыка, представляющая Стива Роджерса / Капитана Америку (Криса Эванса) и его лучшего друга Джеймса «Баки» Барнса (Себастьяна Стэна), а позже - любовный интерес Стива — Пегги Картер (Хейли Этвелл), разорванный временем. Впервые он был использован в фильме «Первый мститель: Другая война» (2014), когда Ник Фьюри (Сэмюэл Л. Джексон) прячется в квартире Стива после покушение на убийство агентами организации «Гидра» на улицах Вашингтона (округа Колумбия). После разговора со Стивом, его подстреливает Зимний Солдат; это первый случай, когда Стив Роджерс воссоединяется со своим лучшим другом детства и компаньоном Баки Барнсом после их разлуки во время Второй мировой войны (несмотря на то, что они не знали друг о друге). Затем, запись была использована в конце фильма «Мстители: Финал» (2019), когда Стив отправляется в прошлое с целью вернуть Камни Бесконечности в их альтернативные линии, и впоследствии решает остаться в прошлом, и прожить свою жизнь с Пегги. Они танцуют медленный танец под эту песню, что является отсылкой к дате танца, которую Роджерс пообещал Картер прямо перед тем, как впасть в анабиоз во льду на 70 лет в фильме «Первый мститель» (2011)[9][10]. Песня также воспроизводится во время вступления шестого эпизода, а именно «Ради всего времени. Навсегда.», американского сериала Disney+ «Локи» (2021) от компании Marvel Studios.
- Запись Гарри Джеймса ненадолго появляется в начале фильма «Красные хвосты» (2012), в котором рассказывается об афроамериканской команде летчиков-истребителей во время Второй мировой войны.